# Tanpopo 1
Albums de Tanpopo
All of Tanpopo
(2002)
Albums par Morning Musume
First Time
(1998) Second Morning
(1999)
Singles
1. Last Kiss
Sortie : 18 novembre 1998
2. Motto
Sortie : 10 mars 1999
3. Tanpopo
Sortie : 16 juin 1999

Tanpopo 1  (écrit en majuscules : TANPOPO 1) est le premier album du groupe féminin de J-pop Tanpopo, sous-groupe de Morning Musume, sorti en 1999.

## Présentation
L'album sort le 31 mars 1999 au Japon sous le label zetima, écrit et produit par Tsunku. Il atteint la 10e place du classement Oricon, et se vend à 88 680 exemplaires.
Il contient les chansons-titres des deux singles du groupe sortis précédemment : Last Kiss, et Motto dans une version remaniée ; la première, qui sert de thème de fin à la série anime Majutsushi Orphen, figure en deux versions sur l'album. La chanson homonyme Tanpopo sortira également en single deux mois et demi plus tard, dans une version remaniée. Ces trois chansons figureront également sur les compilations All of Tanpopo de 2002 (ainsi que la chanson Tanjōbi no Asa de l'album) et Tanpopo / Petit Moni Mega Best de 2008. Trois autres chansons de l'album sont interprétées en solo par chacune des chanteuses.
Tanpopo 1 restera le seul album original du groupe, les singles suivant étant rassemblés sur son second album All of Tanpopo, qui est plutôt considéré comme une compilation de singles que comme un album original.

## Membres
- Aya Ishiguro
- Kaori Iida
- Mari Yaguchi

## Liste des titres
Toutes les chansons sont écrites et composées par Tsunku.
| 1.  | Last Kiss (Single Version) (ラストキッス...)  | 1er single                    | 4:07 |
| 2.  | Wakattenai Janai (わかってないじゃない)       | interprétée par Aya Ishiguro  |      |
| 3.  | Sentimental Minamimuki (センチメンタル南向き) | interprétée par Mari Yaguchi  | 4:12 |
| 4.  | Motto (album mix)                             | 2e single ; version remaniée  |      |
| 5.  | Tanjōbi no ASA (誕生日の朝)                   |                               |      |
| 6.  | Kataomoi (片想い)                             | interprétée par Kaori Iida    |      |
| 7.  | ONE STEP                                      |                               | 5:21 |
| 8.  | Tanpopo (たんぽぽ)                            | 3e single ; version originale | 5:20 |
| 9.  | Suki (スキ)                                   |                               | 4:23 |
| 10. | Last Kiss (album version) (ラストキッス...)   | 1er single ; version remaniée |      |